# BYD Sealion 7
BYD Sealion 7 (також продається в Китаї як BYD Sealion 07 EV) ― це електричний середньорозмірний кросовер, що виробляється компанією BYD Auto з 2024 року. 
Це перший автомобіль сімейства позашляховиків Sealion (海狮; Hǎishī) в рамках лінійки продуктів Ocean Series.

## Опис

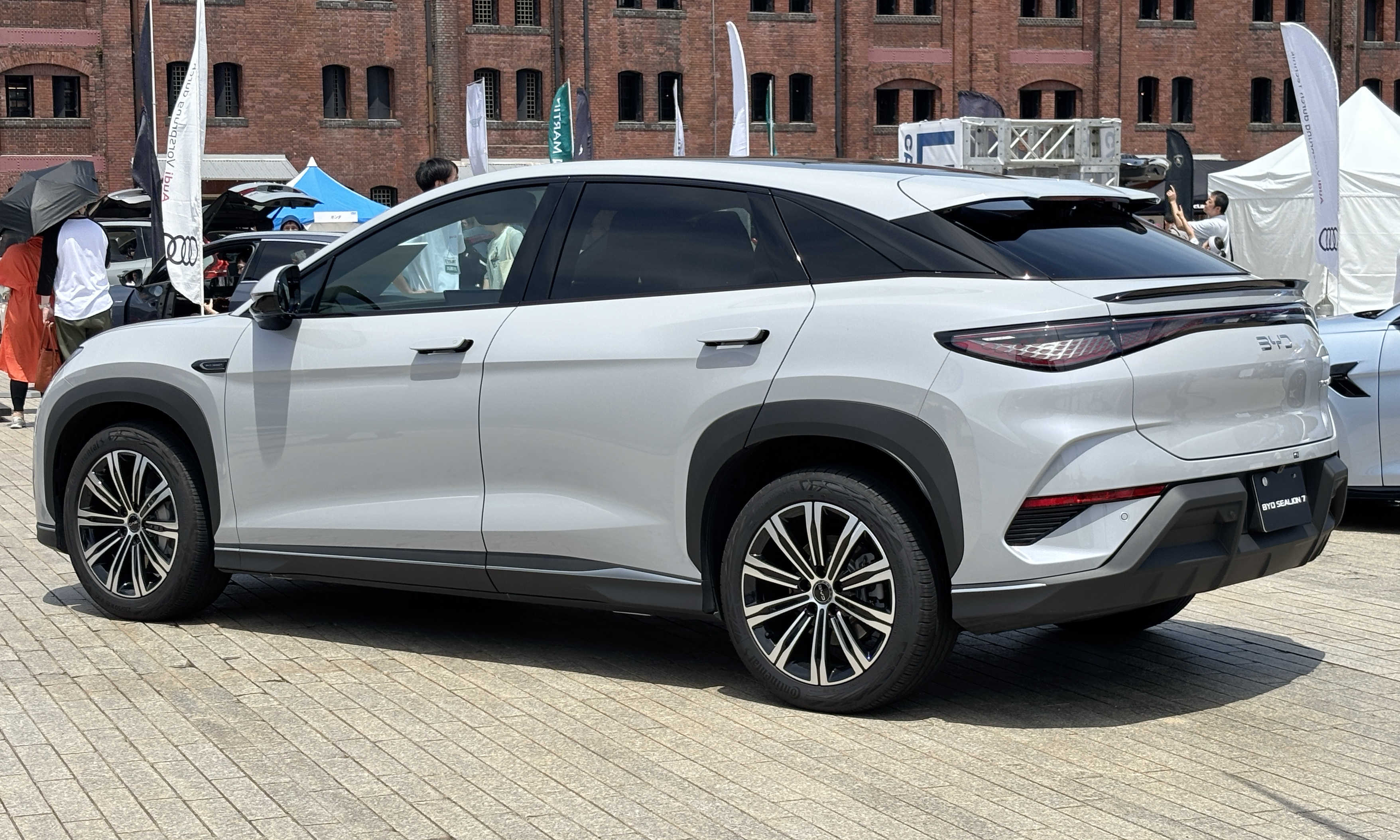

Вперше Sealion 07 EV був представлений 17 листопада 2023 року на автосалоні в Гуанчжоу 2023 року. Він був представлений на автосалоні в Пекіні 2024 року в квітні 2024 року і надійшов у продаж наступного місяця.
Він був розроблений з Tesla Model Y в якості основного конкурента.
Він вперше з'явився у продажу за межами материкового Китаю в Гонконзі під назвою BYD Sealion 7.

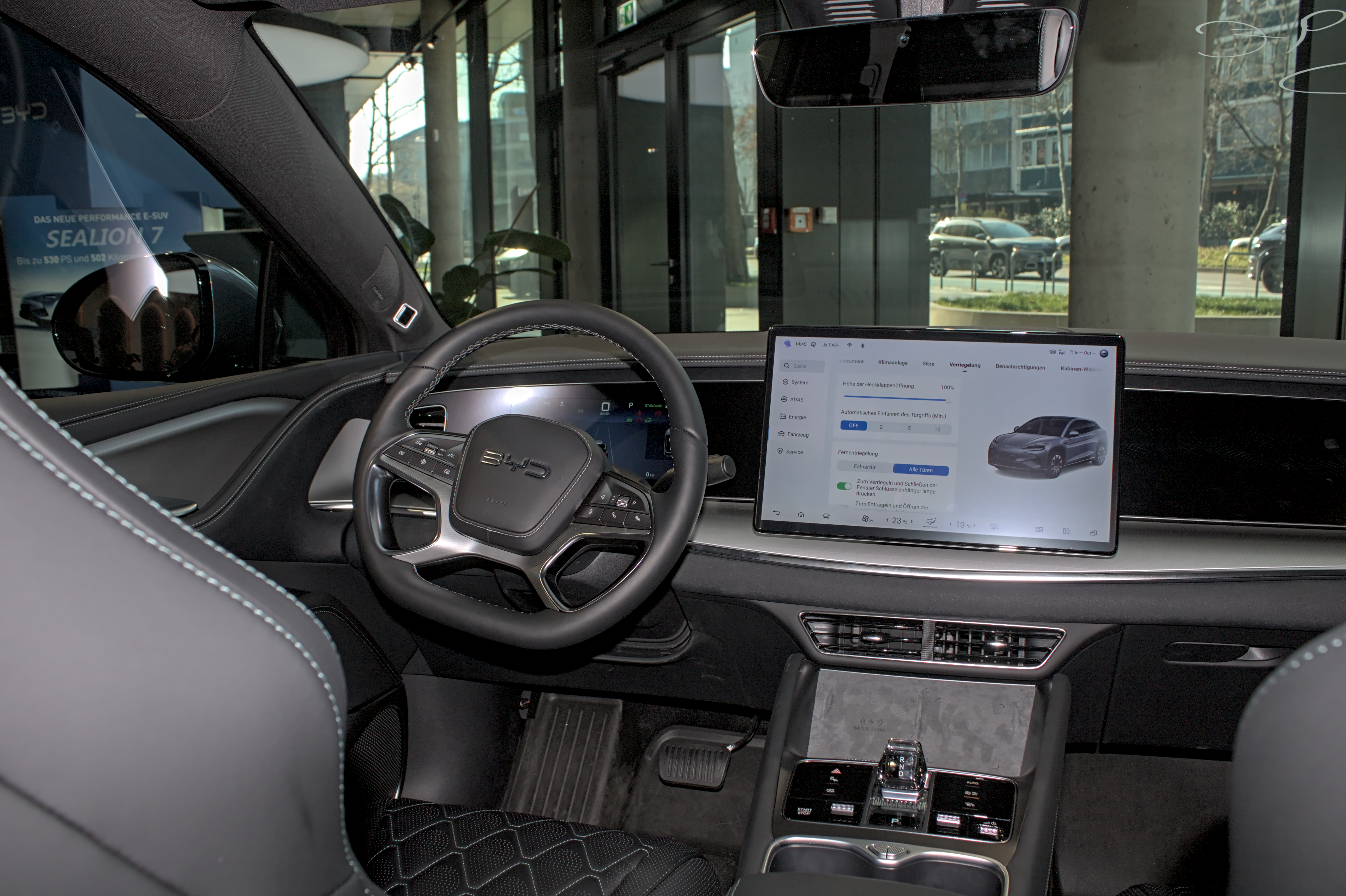

На китайському ринку Sealion 07 EV базується на e-Platform 3.0 Evo, яка є розвитком попередньої e-Platform 3.0. Серед помітних змін - система електроприводу 12-в-1, яка покращує інтеграцію порівняно з 8-в-1 e-Platform 3.0. Вона також підтримує електродвигуни, які обертаються зі швидкістю до 23 000 об/хв, що перевищує швидкість будь-яких інших двигунів, коли-небудь вироблених компанією BYD. Як і BYD Seal, Sealion 07 EV використовує технологію BYD cell-to-body (CTB).

Sealion 07 EV оснащений новою інтелектуальною системою управління амортизацією кузова DiSus-C, адаптивною підвіскою, яка відчуває стан дороги і реактивно регулює жорсткість амортизаторів коліс. Це перший автомобіль BYD, оснащений передовою системою допомоги водієві DiPilot 100 (прізвисько «Боже око») (тільки для китайського ринку), яка, як повідомляється, інтегрована з 12 ультразвуковими датчиками, радарами з діапазоном хвиль 5 мм і 11 камерами кругового огляду. Він також оснащений шкіряною оббивкою Nappa, бездротовим зарядним пристроєм потужністю 50 Вт і 50-дюймовим AR-HUD, з електрохромним дахом, який можна придбати як опцію.